# میگوئل آنخل مانسرا
میگوئل آنخل مانسرا (انگلیسی: Miguel Ángel Mancera؛ زادهٔ ۱۶ ژانویهٔ ۱۹۶۶) سیاست‌مدار اهل مکزیک و شهردار مکزیکو سیتی است.